# Ялканен, Калле
Калле Ялканен (фин. Kalle Jalkanen; 10 мая 1907, Суоненйоки, Великое княжество Финляндское — 5 сентября 1941, Лемболово, Ленинградская область) — финский лыжник, олимпийский чемпион, чемпион мира.

## Карьера
На Олимпийских играх 1936 года в Гармиш-Партенкирхене, завоевал золотую медаль в эстафетной гонке, в которой бежал последний этап и сумел отыграть на нём 1,5 минутное отставание от лидировавших норвежцев, и выиграв в итоге у них на финише 6 секунд. В гонке на 18 км был лишь 12-м.
На чемпионате мира-1937 в Шамони, завоевывал две серебряные медали, в гонке на 18 км и эстафете. На следующий год на чемпионате мира 1938 года в Лахти стал чемпионом в гонке на 50 км и бронзовым призёром в гонке на 18 км.
Ялканен погиб в сентябре 1941 года на советско-финском фронте второй мировой войны, подорвавшись на мине близ деревни Лемболово.